# Étienne Borgers
Étienne Borgers, né le 1er octobre 1941 à Bruxelles (province de Brabant), est un scénariste de bande dessinée belge.

## Biographie

### Jeunesse et formation
Étienne Borgers naît le 1er octobre 1941 à Bruxelles. Enfant, il aime lire Félix de Maurice Tillieux.
En même temps qu’il est ingénieur industriel de formation, sa passion est lire les romans policiers et de science-fiction : il en écrit à ses heures perdues des nouvelles rien que pour le plaisir,.
En décembre 1964 ou 1965, il rencontre François Walthéry au service militaire au 2e régiment de carabiniers-cyclistes à Spich en Allemagne,. Après l’armée, il travaille dans une usine des environs de Bruxelles et voit toujours François Walthéry, qui travaille déjà pour Dupuis. Un jour, ce dernier, « en manque de scénario, il tombe sur une nouvelle policière que j'écrivais et m'a demandé de pouvoir l'adapter pour Natacha. Au début j'étais réticent, car l'univers de cette nouvelle n'était ni celui de Dupuis ni de Natacha. Mais il a réussi à me convaincre, je l'ai adaptée et modifiée… Et c'est devenu La Mémoire de métal », raconte-il dans une interview.

### Carrière
En 1972, alors que Gos quitte la série Natacha pour créer sa propre série de science-fiction Le Scrameustache pour Dupuis, François Walthéry lui propose de remplacer ce dernier étant donné qu’il avait apprécié ses récits personnels. Il écrit alors son premier scénario La Mémoire de métal, la sixième histoire publiée dans le journal Spirou en 1973. À la fin des années 1970, il se penche sur la science-fiction pour parfaire l’album Instantanés pour Caltech, directement édité en 1981, ainsi que sa suite Les Machines incertaines qui, contrairement à l’autre, est publié en 1982 dans Spirou.
Début des années 1980, sans pour autant abandonner l’écriture pour d’autres raisons professionnelles, il part en voyage en Europe occidentale et en Asie. En 1989, il déménage à Singapour et y reste dix ans durant, au profit de ses parcours en Chine et en Asie du Sud-Est. Au milieu des années 1990, il crée un des premiers sites attribuant roman noir, cinéma et bande dessinée pour le public américain,.
En 1998, il collabore à une anthologie The Big Book of Noir aux côtes de nombreux auteurs anglophones.
En 1999, il part vivre en Nouvelle-Zélande où, en 2000, il fonde un autre site pour le public francophone. En 2001, il rentre dans la province du Brabant wallon en Belgique.
En 2012, il partage l’écriture avec François Darnaudet pour le livre numérique Les Éditions du Scorpion (1946-1969) : de Boris Vian à Maurice Dekobra suivi de Boris Vian, le pasticheur plagié : un plagiat britannique de Vernon Sullivan,.
En 2016, le créateur et éditeur des Éditions de l'Élan Daniel Depessemier fait appel à Étienne Borgers, alors spécialiste de romans noirs et ancien camarade pendant leur service militaire avec François Walthéry, pour parfaire le premier tome de l’intégrale Félix (publié en 2017). En même temps ou bien plus tard, Étienne Borgers travaille sur la suite de l'histoire inachevée Les Camions du diable, deuxième épisode des aventures du reporter Marc Jaguar, qui avait débuté le 13 septembre 1956 dans les derniers numéros de l'hebdomadaire Risque-Tout, dont la publication est arrêtée, faute de lecteurs. Maurice Tillieux (1921-1978) n'en avait réalisé que les huit premières planches, en laissant le mystère du contenu de la valise jusqu’à sa mort. En effet, ce dernier a préféré se consacrer aux aventures de Gil Jourdan, parues dans le journal de Spirou à partir du 20 septembre 1956. C’est pourquoi le scénariste la reprend, soixante ans après, avec une idée proche de ce qu’avait le feu auteur en tête,.

## Œuvres

### Littérature
- (en) Ed Gorman, Lee Server, Étienne Borgers et Cie, The Big Book of Noir (anthologie), New York, Kindle Édition, 1998, 384 p..
- Étienne Borgers et François Darnaudet, Les Éditions du Scorpion (1946-1969) : de Boris Vian à Maurice Dekobra suivi de Boris Vian, le pasticheur plagié : un plagiat britannique de Vernon Sullivan (livre spécifiquement numérique), Carroll & Graf Publishers, 2012, 74 p..

### Chronique
- « Étienne Borgers : « La femme et le roman noir » », Revue générale, no 1,‎ 2011, p. 107 (ISSN 0770-8602, lire en ligne, consulté le 15 novembre 2019).

#### Livres
- Jacques Fiérain, « Borgers, Étienne », dans La BD à Bruxelles et en Brabant, Charleroi, Éd. l'Âge d'or, avril 2003, 144 p., ill. ; 31 cm (ISBN 9782960119664 et 2960119665, OCLC 470388171, présentation en ligne), p. 14
- Philippe Mellot, Michel Denni, Laurent Turpin et Isabelle Morzadec, Trésors de la bande dessinée : BDM 2023-2024 - Catalogue encyclopédique et Argus, Paris, Les Arènes, novembre 2022, 23e éd., 1677 p., ill. ; 23 cm (ISBN 9791037507280, OCLC 1351462460, présentation en ligne), p. 115, 795.